# نبیل گولسیفی
نبیل گولسیفی (انگلیسی: Nabil Guelsifi؛ زادهٔ ۲۷ نوامبر ۱۹۸۶) بازیکن فوتبال، و سرمربی (فوتبال) اهل الجزایر است.